# Florentin Phạm Huy Tiến
Florentin Phạm Huy Tiến là cầu thủ bóng đá mang quốc tịch Romania và Việt Nam. Anh cũng là từng là thành viên của đội tuyển U17 Romania và hiện là thành viên chủ chốt của đội tuyển U18 Romania.

## Sự nghiệp
Florentin Phạm Huy Tiến sinh ngày 2 tháng 3 năm 1997 tại Braila, một thành phố thuộc Đông Romania.
Tiến tập luyện tại Juventus Bucharest, một CLB đang chơi tại Liga 3. Sau đó anh chuyển sang khoác áo đội bóng số một của Rumania là Steaua Bucharest theo lời mời gọi của HLV Constantin Galca, thầy của Tiến khi còn khoác áo đội U17 Romania.
Phạm Huy Tiến đã có lần ra mắt chính thức thành công ở trận đấu tại vòng 16 đội cúp Quốc gia Romania, khi Steaua thắng Rapid Bucharest 2-1 để vào tứ kết. Tiến là một trong những cầu thủ trẻ nhất của Steaua góp mặt ở lịch sử giải đấu.
Sắp tới, khi Steaua thi đấu lượt trận vòng loại thứ 3 tại Champions League gặp Aktobe (Kazakhstan), Tiến nhiều khả năng sẽ chiếm một vị trí chính thức và trở thành cầu thủ gốc Việt đầu tiên có vinh dự chơi bóng tại đấu trường danh giá Champions League.
Hiện giá của Tiến trên thị trường chuyển nhượng vào khoảng 44.000 bảng Anh.

## Vị trí trên sân
Tiến học chơi bóng đầu tiên ở vị trí hậu vệ cánh phải, nhưng sự đa năng của Tiến còn thể hiện ở tiền vệ phòng ngự hoặc tiền vệ phải. Anh có là tốc độ và đa năng, tuy có thể hình thấp bé hơn các cầu thủ Châu Âu cùng lứa. 

## Gia đình
Cha của Florentin Phạm Huy Tiến là người Việt Nam và mẹ là người Romania. 

## Câu nói
"Tuy bố tôi là người Việt Nam, nhưng tôi cảm thấy chỉ có 10% dòng máu là người Việt Nam và 90% dòng màu còn lại đến từ người Romania. Tôi muốn được chơi bóng tại Romania, và một ngày nào đó sẽ có cơ hội được khoác áo ĐT Romania dự VCK World Cup".